# Аутрейдж
Аутрейдж е българска хардкор група, създадена през 1996 г. във Варна.
Членове на „Аутрейдж“ са вокалистът Галин Георгиев, китаристът Чавдар Манолчев, басистът Живко Манев и барабанистът Божидар Атанасов.

## История
Група Аутрейдж е създадена през лятото на 1996 г. във Варна.
През 2004 г. „Аутрейдж“ издават сплит CD с „Вендета“ от София.
15 години след създаването си „Аутрейдж“ издават първия си самостоятелен албум. „Последен шанс“ излиза в края на 2011 г.